# El Mirador Dos
El Mirador Dos är en ort i Mexiko.   Den ligger i kommunen Chicomuselo och delstaten Chiapas, i den sydöstra delen av landet, 800 km sydost om huvudstaden Mexico City. El Mirador Dos ligger 1 331 meter över havet och antalet invånare är 326.
Terrängen runt El Mirador Dos är kuperad åt nordväst, men åt sydost är den bergig. Runt El Mirador Dos är det ganska glesbefolkat, med 42 invånare per kvadratkilometer. Närmaste större samhälle är Chicomuselo, 10,7 km nordost om El Mirador Dos. I omgivningarna runt El Mirador Dos växer huvudsakligen savannskog.